# Villa La Riccia
Die Villa La Riccia (ursprünglich Villa Miradois) ist ein Landhaus aus dem 16. Jahrhundert im Viertel Stella von Neapel in der italienischen Region Kampanien. Sie liegt auf dem Hügel des Markgrafen Miradois im Gebiet Capodimonte an der Salita della Riccia.

## Geschichte
Der Markgraf Miradois, Regent des Gran Corte della Vicaria, betrieb den Bau des Landhauses im 16. Jahrhundert. Die Familie ließ auch, wie damals üblich, einen bedeutenden Adelspalast innerhalb der Stadtmauern erbauen, den Palazzo Miradois, heute an der Via Duomo, 152, gelegen.
Eine Sage, die sich definitiv als unzutreffend herausgestellt hat, behauptet, dass der Name des Landhauses einfach von dem spanischen Ausdruck „mira-todos“ abgeleitet sei, weil die Villa einen Rundum-Panoramablick bietet. Das Anwesen wechselte öfters den Besitzer und schließlich kaufte der Prinz von Capua della Riccia das Anwesen und ließ es so grundlegend umbauen, dass sich dessen zweiter Name als Hauptname für das Landhaus durchsetzte.
1812 wurden auf demselben Hügel das Osservatorio Astronomico di Capodimonte und die klassizistische Palazzina della Specola errichtet. Das kleine Haus mit Panoramaterrasse, rechteckigem Grundriss und zwei Stockwerken, anschließend an das Gebäude der Bourbonen, wurde ebenfalls nach klassizistischem Geschmack umgestaltet; im Laufe der Zeit diente es zunächst als Wohnstatt für die Astronomen und dann als Bürogebäude.